# Neocallimastigaceae
Neocallimastigaceae — родина грибів, єдина у відділі Neocallimastigomycota. Ці гриби трапляються в травній системі травоїдних ссавців.

## Таксономія
До відкриття Neocallimastigaceae вважалося, що у шлунку ссавців живуть лише бактерії і найпростіші. Вперше гриби були виокремлені з рубця овець у 1975 році. Їх зооспори спостерігалися і раніше, але вважалося, що це джгутикові протисти. Спершу цих грибів у новоствореному порядку Neocallimastigales віднесли до відділу хітридіомікотових грибів, але у 2007 році їх підвищили до рангу відділу Neocallimastigomycota.

## Опис
Облігатні анаеробні гриби. Зооспори одно або багатоджгутикові. Джгутики ізоморфні, гладкі, без мастигонем. Виявлені у шлунку 50 видів травоїдних ссавців та плазунів. Також виявлені і в людини. Ці гриби беруть участь у розщеплені целюлози, що допомагає тваринам перетравлювати рослину їжу з великим вмістом клітковини. У Neocallimastigaceae відсутні мітохондрії, але натомість містять гідрогеносому, в яких окислюється NADH до NAD+, що призводить до утворення H2.